# Cirolana comata
Cirolana comata är en kräftdjursart som beskrevs av Keable 200. Cirolana comata ingår i släktet Cirolana och familjen Cirolanidae. Inga underarter finns listade i Catalogue of Life.